# Campionato francese di rugby a 15 2016-2017
Il Top 14 è la massima competizione di rugby a 15 francese prevista per la stagione 2016-17.
Il campionato è cominciato il 20 agosto 2016 e si è concluso il 4 giugno 2017. La finale, giocata allo Stade de France di Saint-Denis dopo un anno di assenza a causa dell'indisponibilità dei principali stadi francesi in occasione del Campionato europeo di calcio 2016, è stata vinta da Clermont che ha sconfitto Tolone conquistando il suo secondo titolo francese.

## Squadre partecipanti
| Club            | Città              | Allenatore                                                | Capitano             | Stadio                  | Capacità |
| --------------- | ------------------ | --------------------------------------------------------- | -------------------- | ----------------------- | -------- |
| Bayonne         | Bayonne            | Vincent Etcheto Dewald Senekal                            | Jean Monribot        | Stade Jean-Dauger       | 16 934   |
| Bordeaux Bègles | Bordeaux           | Raphaël Ibañez Jacques Brunel Émile Ntamack Joe Worsley   | Louis-Benoît Madaule | Stadio Chaban-Delmas    | 34 694   |
| Brive           | Brive-la-Gaillarde | Nicolas Godignon Didier Casadei Philippe Carbonneau       | Arnaud Mela          | Stadio Amédée Domenech  | 13 979   |
| Castres         | Castres            | Christophe Urios Joe El Abd Frédéric Charrier             | Rodrigo Capó Ortega  | Stadio Pierre Antoine   | 11 500   |
| Clermont        | Clermont-Ferrand   | Franck Azéma Jono Gibbes                                  | Damien Chouly        | Stadio Marcel Michelin  | 18 030   |
| Grenoble        | Grenoble           | Bernard Jackman Aaron Dundon Mike Prendergast             | Fabien Gengerbacher  | Stade des Alpes         | 20 068   |
| Lione           | Lione              | Pierre Mignoni Sébastien Bruno David Ellis                | Julien Puricelli     | Matmut Stadium          | 11 805   |
| Montpellier     | Montpellier        | Jake White Shaun Sowerby Scott Wisemantel                 | Fulgence Ouedraogo   | Stadio Yves du Manoir   | 15 000   |
| Pau             | Pau                | Simon Mannix Carl Hayman David Aucagne                    | Julien Pierre        | Stade du Hameau         | 13 800   |
| Racing 92       | Parigi             | Laurent Travers Laurent Labit Ronan O'Gara                | Maxime Machenaud     | Stadio di Colombes      | 14 000   |
| La Rochelle     | La Rochelle        | Patrice Collazo Xavier Garbajosa                          | Kevin Gourdon        | Stadio Marcel Deflandre | 15 000   |
| Stade français  | Parigi             | Gonzalo Quesada Simon Raiwalui Greg Cooper                | Sergio Parisse       | Stadio Jean Bouin       | 20 000   |
| Tolone          | Tolone             | Diego Domínguez Jacques Delmas Marc Dal Maso Steve Meehan | Guilhem Guirado      | Stadio Mayol            | 15 820   |
| Tolosa          | Tolosa             | Ugo Mola Jean-Baptiste Élissalde William Servat           | Thierry Dusautoir    | Stadio Ernest Wallon    | 19 500   |

## Fase a girone unico

### Risultati
|           | 1ª giornata                 |       |
| --------- | --------------------------- | ----- |
| 20-8-2016 | Stade français - Grenoble   | 54-20 |
| 20-8-2016 | Lione - Brive               | 15-15 |
| 20-8-2016 | Tolosa - Montpellier        | 20-12 |
| 20-8-2016 | Bordeaux-Bègles - Racing 92 | 15-9  |
| 20-8-2016 | Castres - Pau               | 28-11 |
| 20-8-2016 | La Rochelle - Clermont      | 30-30 |
| 21-8-2016 | Bayonne - Tolone            | 28-23 |

|           | 4ª giornata               |       |
| --------- | ------------------------- | ----- |
| 10-9-2016 | Stade français - Castres  | 29-25 |
| 10-9-2016 | Montpellier - Pau         | 41-13 |
| 10-9-2016 | La Rochelle - Lione       | 43-18 |
| 10-9-2016 | Bordeaux-Bègles - Bayonne | 40-20 |
| 10-9-2016 | Clermont - Racing 92      | 47-10 |
| 11-9-2016 | Grenoble - Brive          | 36-23 |
| 11-9-2016 | Tolosa - Tolone           | 15-32 |

|           | 7ª giornata                  |       |
| --------- | ---------------------------- | ----- |
| 1-10-2016 | Bayonne - Lione              | 22-22 |
| 1-10-2016 | Pau - Bordeaux-Bègles        | 28-30 |
| 1-10-2016 | Tolosa - Grenoble            | 31-3  |
| 1-10-2016 | Clermont - Castres           | 29-19 |
| 1-10-2016 | Brive - Racing 92            | 25-16 |
| 2-10-2016 | Stade français - La Rochelle | 31-26 |
| 2-10-2016 | Tolone - Montpellier         | 28-6  |

|           | 10ª giornata                     |       |
| --------- | -------------------------------- | ----- |
| 5-11-2016 | Bordeaux-Bègles - Stade français | 37-19 |
| 5-11-2016 | Brive - Bayonne                  | 26-9  |
| 5-11-2016 | Racing 92 - Montpellier          | 21-9  |
| 5-11-2016 | Tolosa - Castres                 | 16-15 |
| 5-11-2016 | Clermont - Grenoble              | 21-20 |
| 6-11-2016 | Lione - Tolone                   | 27-13 |
| 6-11-2016 | La Rochelle - Pau                | 27-6  |

|           | 13ª giornata             |       |
| --------- | ------------------------ | ----- |
| 3-12-2016 | Grenoble - Montpellier   | 37-51 |
| 3-12-2016 | La Rochelle - Racing 92  | 23-23 |
| 3-12-2016 | Stade français - Bayonne | 51-5  |
| 3-12-2016 | Lione - Castres          | 19-23 |
| 3-12-2016 | Pau - Clermont           | 40-35 |
| 4-12-2016 | Tolosa - Brive           | 30-12 |
| 4-12-2016 | Tolone - Bordeaux-Bègles | 37-10 |

|           | 16ª giornata                  |       |
| --------- | ----------------------------- | ----- |
| 6-1-2017  | Montpellier - Bordeaux-Bègles | 31-26 |
| 7-1-2017  | La Rochelle - Castres         | 22-8  |
| 7-1-2017  | Brive - Grenoble              | 23-22 |
| 8-1-2017  | Stade français - Tolosa       | 15-18 |
| 8-1-2017  | Clermont - Tolone             | 30-6  |
| 11-1-2017 | Racing 92 - Bayonne           | 59-20 |
| 12-1-2017 | Pau - Lione                   | 38-15 |

|          | 19ª giornata                     |       |
| -------- | -------------------------------- | ----- |
| 4-3-2017 | Grenoble - Racing 92             | 19-10 |
| 4-3-2017 | Bayonne - Pau                    | 25-25 |
| 4-3-2017 | Brive - Tolone                   | 15-5  |
| 4-3-2017 | Castres - Clermont               | 26-16 |
| 5-3-2017 | Stade français - Bordeaux-Bègles | 32-9  |
| 5-3-2017 | Tolosa - La Rochelle             | 21-27 |
| 5-3-2017 | Lione - Montpellier              | 16-3  |

|           | 22ª giornata             |       |
| --------- | ------------------------ | ----- |
| 25-3-2017 | Pau - La Rochelle        | 13-23 |
| 25-3-2017 | Grenoble - Castres       | 21-20 |
| 25-3-2017 | Bordeaux-Bègles - Tolosa | 20-11 |
| 25-3-2017 | Lione - Bayonne          | 52-7  |
| 25-3-2017 | Racing 92 - Clermont     | 27-24 |
| 26-3-2017 | Stade français - Tolone  | 17-11 |
| 26-3-2017 | Brive - Montpellier      | 28-25 |

|           | 25ª giornata               |       |
| --------- | -------------------------- | ----- |
| 29-4-2017 | Pau - Brive                | 32-27 |
| 29-4-2017 | Bayonne - Grenoble         | 43-35 |
| 29-4-2017 | Castres - Tolosa           | 52-7  |
| 29-4-2017 | Lione - Clermont           | 20-23 |
| 29-4-2017 | Bordeaux-Bègles - Tolone   | 13-26 |
| 30-4-2017 | La Rochelle - Montpellier  | 40-37 |
| 30-4-2017 | Stade français - Racing 92 | 27-23 |

|           | 2ª giornata              |       |
| --------- | ------------------------ | ----- |
| 27-8-2016 | Pau - Tolone             | 18-22 |
| 27-8-2016 | Grenoble - La Rochelle   | 19-22 |
| 27-8-2016 | Racing 92 - Lione        | 29-16 |
| 27-8-2016 | Bayonne - Castres        | 12-12 |
| 27-8-2016 | Brive - Stade français   | 28-20 |
| 27-8-2016 | Tolosa - Bordeaux-Bègles | 22-17 |
| 28-8-2016 | Montpellier - Clermont   | 22-26 |

|           | 5ª giornata                |       |
| --------- | -------------------------- | ----- |
| 17-9-2016 | Lione - Tolosa             | 25-20 |
| 17-9-2016 | Bayonne - Montpellier      | 9-21  |
| 17-9-2016 | Pau - Stade français       | 23-6  |
| 17-9-2016 | Brive - La Rochelle        | 29-28 |
| 17-9-2016 | Clermont - Bordeaux-Bègles | 40-16 |
| 18-9-2016 | Castres - Grenoble         | 46-9  |
| 18-9-2016 | Racing 92 - Tolone         | 41-30 |

|          | 8ª giornata                |       |
| -------- | -------------------------- | ----- |
| 8-10-201 | Racing 92 - Stade français | 29-22 |
| 8-10-201 | Grenoble - Bayonne         | 44-16 |
| 8-10-201 | Bordeaux-Bègles - Brive    | 27-25 |
| 8-10-201 | La Rochelle - Tolone       | 17-17 |
| 8-10-201 | Montpellier - Castres      | 28-19 |
| 9-10-201 | Lione - Pau                | 27-22 |
| 9-10-201 | Clermont - Tolosa          | 29-25 |

|            | 11ª giornata               |       |
| ---------- | -------------------------- | ----- |
| 12-11-2016 | Montpellier - Lione        | 25-20 |
| 12-11-2016 | Bayonne - Clermont         | 22-14 |
| 12-11-2016 | Castres - Brive            | 32-13 |
| 12-11-2016 | Pau - Racing 92            | 26-17 |
| 12-11-2016 | Grenoble - Bordeaux-Bègles | 22-24 |
| 13-11-2016 | Tolone - Stade français    | 31-12 |
| 13-11-2016 | La Rochelle - Tolosa       | 25-19 |

|            | 14ª giornata              |       |
| ---------- | ------------------------- | ----- |
| 22-12-2016 | Grenoble - Tolosa         | 26-22 |
| 23-12-2016 | Clermont - Stade français | 46-10 |
| 23-12-2016 | Brive - Lione             | 22-6  |
| 23-12-2016 | Racing 92 - Castres       | 23-10 |
| 23-12-2016 | Bayonne - La Rochelle     | 17-42 |
| 23-12-2016 | Montpellier - Tolone      | 33-29 |
| 23-12-2016 | Bordeaux-Bègles - Pau     | 16-18 |

|           | 17ª giornata               |       |
| --------- | -------------------------- | ----- |
| 28-1-2017 | Castres - Montpellier      | 38-25 |
| 28-1-2017 | Tolosa - Pau               | 10-20 |
| 28-1-2017 | Lione - Racing 92          | 37-25 |
| 28-1-2017 | Tolone - La Rochelle       | 20-23 |
| 28-1-2017 | Grenoble - Stade français  | 44-22 |
| 29-1-2017 | Bayonne - Brive            | 33-23 |
| 29-1-2017 | Bordeaux-Bègles - Clermont | 23-23 |

|           | 20ª giornata               |       |
| --------- | -------------------------- | ----- |
| 11-3-2017 | Tolone - Bayonne           | 82-14 |
| 11-3-2017 | Brive - Tolosa             | 21-19 |
| 11-3-2017 | Lione - Stade français     | 35-33 |
| 11-3-2017 | Bordeaux-Bègles - Grenoble | 46-14 |
| 11-3-2017 | Racing 92 - La Rochelle    | 15-38 |
| 12-3-2017 | Pau - Castres              | 18-12 |
| 12-3-2017 | Clermont - Montpellier     | 19-28 |

|          | 23ª giornata                  |       |
| -------- | ----------------------------- | ----- |
| 8-4-2017 | Castres - Lione               | 16-17 |
| 8-4-2017 | Bayonne - Stade français      | 16-32 |
| 8-4-2017 | Montpellier - Grenoble        | 54-14 |
| 8-4-2017 | La Rochelle - Bordeaux-Bègles | 16-5  |
| 8-4-2017 | Clermont - Brive              | 21-26 |
| 9-4-2017 | Racing 92 - Pau               | 34-32 |
| 9-4-2017 | Tolone - Tolosa               | 33-23 |

|          | 26ª giornata                 |       |
| -------- | ---------------------------- | ----- |
| 6-5-2017 | Clermont - La Rochelle       | 30-26 |
| 6-5-2017 | Racing 92 - Bordeaux-Bègles  | 22-20 |
| 6-5-2017 | Tolone - Pau                 | 32-12 |
| 6-5-2017 | Tolosa - Bayonne             | 40-12 |
| 6-5-2017 | Grenoble - Lione             | 53-21 |
| 6-5-2017 | Brive - Castres              | 33-27 |
| 6-5-2017 | Montpellier - Stade français | 27-26 |

|          | 3ª giornata                   |       |
| -------- | ----------------------------- | ----- |
| 3-9-2016 | Stade français - Clermont     | 30-30 |
| 3-9-2016 | Pau - Bayonne                 | 25-9  |
| 3-9-2016 | Lione - Grenoble              | 32-13 |
| 3-9-2016 | Castres - La Rochelle         | 18-26 |
| 3-9-2016 | Tolone - Brive                | 21-25 |
| 4-9-2016 | Bordeaux-Bègles - Montpellier | 15-32 |
| 4-9-2016 | Racing 92 - Tolosa            | 28-14 |

|           | 6ª giornata             |       |
| --------- | ----------------------- | ----- |
| 24-9-2016 | Castres - Racing 92     | 31-23 |
| 24-9-2016 | Bordeaux-Bègles - Lione | 32-10 |
| 24-9-2016 | Grenoble - Pau          | 38-39 |
| 24-9-2016 | La Rochelle - Bayonne   | 34-17 |
| 24-9-2016 | Tolosa - Stade français | 23-18 |
| 25-9-2016 | Montpellier - Brive     | 42-13 |
| 25-9-2016 | Tolone - Clermont       | 23-21 |

|            | 9ª giornata               |       |
| ---------- | ------------------------- | ----- |
| 29-10-2016 | Tolone - Grenoble         | 42-12 |
| 29-10-2016 | Montpellier - La Rochelle | 12-11 |
| 29-10-2016 | Bayonne - Racing 92       | 3-16  |
| 29-10-2016 | Pau - Tolosa              | 20-24 |
| 29-10-2016 | Stade français - Lione    | 25-19 |
| 30-10-2016 | Castres - Bordeaux-Bègles | 33-27 |
| 30-10-2016 | Brive - Clermont          | 16-40 |

|            | 12ª giornata                  |       |
| ---------- | ----------------------------- | ----- |
| 19-11-2016 | Brive - Pau                   | 38-25 |
| 19-11-2016 | Castres - Tolone              | 34-17 |
| 19-11-2016 | Bordeaux-Bègles - La Rochelle | 26-0  |
| 19-11-2016 | Racing 92 - Grenoble          | 29-24 |
| 19-11-2016 | Clermont - Lione              | 16-13 |
| 20-11-2016 | Stade français - Montpellier  | 21-17 |
| 20-11-2016 | Bayonne - Tolosa              | 16-13 |

|            | 15ª giornata            |       |
| ---------- | ----------------------- | ----- |
| 30-12-2016 | Lione - Bordeaux-Bègles | 19-16 |
| 31-12-2016 | Castres - Bayonne       | 47-18 |
| 31-12-2016 | Pau - Montpellier       | 32-27 |
| 31-12-2016 | Tolosa - Clermont       | 26-20 |
| 31-12-2016 | Stade français - Brive  | 12-10 |
| 01-01-2017 | La Rochelle - Grenoble  | 40-3  |
| 01-01-2017 | Tolone - Racing 92      | 17-11 |

|           | 18ª giornata                 |       |
| --------- | ---------------------------- | ----- |
| 18-2-2017 | La Rochelle - Stade français | 37-18 |
| 18-2-2017 | Tolone - Lione               | 31-17 |
| 18-2-2017 | Pau - Grenoble               | 39-22 |
| 18-2-2017 | Racing 92 - Brive            | 33-25 |
| 18-2-2017 | Clermont - Bayonne           | 46-27 |
| 19-2-2017 | Bordeaux-Bègles - Castres    | 17-29 |
| 19-2-2017 | Montpellier - Tolosa         | 27-18 |

|           | 21ª giornata              |       |
| --------- | ------------------------- | ----- |
| 18-3-2017 | Bayonne - Bordeaux-Bègles | 24-20 |
| 18-3-2017 | Clermont - Pau            | 65-13 |
| 18-3-2017 | La Rochelle - Brive       | 36-17 |
| 19-3-2017 | Grenoble - Tolone         | 23-23 |
| 19-3-2017 | Tolosa - Lione            | 42-26 |
| 19-4-2017 | Castres - Stade français  | 33-10 |
| 22-4-2017 | Montpellier - Racing 92   | 54-3  |

|           | 24ª giornata            |       |
| --------- | ----------------------- | ----- |
| 15-4-2017 | Brive - Bordeaux-Bègles | 19-22 |
| 15-4-2017 | Stade français - Pau    | 51-16 |
| 15-4-2017 | Grenoble - Clermont     | 18-59 |
| 15-4-2017 | Lione - La Rochelle     | 29-25 |
| 15-4-2017 | Tolone - Castres        | 23-14 |
| 16-4-2017 | Montpellier - Bayonne   | 61-22 |
| 16-4-2017 | Tolosa - Racing 92      | 8-10  |

### Classifica
|  |     | Squadra        | G  | V  | N | P  | PF  | PS  | P±   | MF | MS  | BM | BS | Pt |
|  | --- | -------------- | -- | -- | - | -- | --- | --- | ---- | -- | --- | -- | -- | -- |
|  | 1.  | La Rochelle    | 26 | 17 | 3 | 6  | 707 | 498 | 209  | 68 | 46  | 6  | 5  | 85 |
|  | 2.  | Clermont       | 26 | 15 | 3 | 8  | 800 | 562 | 238  | 87 | 59  | 8  | 4  | 78 |
|  | 3.  | Montpellier    | 26 | 16 | 0 | 10 | 750 | 564 | 186  | 80 | 50  | 7  | 5  | 76 |
|  | 4.  | Tolone         | 26 | 14 | 2 | 10 | 674 | 511 | 163  | 68 | 49  | 5  | 4  | 69 |
|  | 5.  | Castres        | 26 | 13 | 1 | 12 | 667 | 509 | 158  | 65 | 38  | 5  | 4  | 63 |
|  | 6.  | Racing 92      | 26 | 14 | 1 | 11 | 586 | 616 | −30  | 62 | 62  | 3  | 1  | 62 |
|  | 7.  | Stade français | 26 | 12 | 1 | 13 | 643 | 638 | 5    | 65 | 58  | 5  | 4  | 59 |
|  | 8.  | Brive          | 26 | 13 | 1 | 12 | 577 | 634 | −57  | 41 | 64  | 0  | 3  | 57 |
|  | 9.  | Pau            | 26 | 12 | 1 | 13 | 604 | 701 | −97  | 58 | 70  | 2  | 5  | 57 |
|  | 10. | Lione          | 26 | 11 | 2 | 13 | 573 | 632 | −59  | 55 | 56  | 3  | 4  | 55 |
|  | 11. | Bordeaux       | 26 | 11 | 1 | 14 | 569 | 581 | −12  | 51 | 51  | 2  | 6  | 54 |
|  | 12. | Tolosa         | 26 | 11 | 0 | 15 | 537 | 561 | −24  | 53 | 46  | 2  | 6  | 52 |
|  | 13. | Grenoble       | 26 | 7  | 1 | 18 | 611 | 852 | −241 | 58 | 89  | 2  | 6  | 38 |
|  | 14. | Bayonne        | 26 | 6  | 3 | 17 | 466 | 905 | −439 | 41 | 107 | 0  | 0  | 30 |

## Fase a playoff
|  | Preliminari | Preliminari    | Preliminari    |  |  | Semifinali | Semifinali     | Semifinali     |  |  | Finale        | Finale        |  |  |  |  |
|  |             |                |                |  |  |            |                |                |  |  |               |               |  |  |  |  |
|  |             | 19 maggio 2017 |                |  |  |            |                |                |  |  |               |               |  |  |  |  |
|  | 4           | Tolone         | 26             |  |  |            |                |                |  |  |               |               |  |  |  |  |
|  | 5           | Castres        | 22             |  |  |            | 26 maggio 2017 | 26 maggio 2017 |  |  |               |               |  |  |  |  |
|  |             |                |                |  |  | 1          | La Rochelle    | 15             |  |  |               |               |  |  |  |  |
|  |             |                |                |  |  | 4          | Tolone         | 18             |  |  | 4 giugno 2017 | 4 giugno 2017 |  |  |  |  |
|  |             |                |                |  |  |            |                |                |  |  | Clermont      | 22            |  |  |  |  |
|  |             |                |                |  |  |            | 27 maggio 2017 | 27 maggio 2017 |  |  | Tolone        | 16            |  |  |  |  |
|  |             |                |                |  |  | 2          | Clermont       | 37             |  |  |               |               |  |  |  |  |
|  |             | 20 maggio 2017 | 20 maggio 2017 |  |  | 6          | Racing 92      | 31             |  |  |               |               |  |  |  |  |
|  | 3           | Montpellier    | 13             |  |  |            |                |                |  |  |               |               |  |  |  |  |
|  | 6           | Racing 92      | 22             |  |  |            |                |                |  |  |               |               |  |  |  |  |

### Preliminari
| Arbitro: | Alexandre Ruiz |

|                              |      |                                    |
| 19’ Delboulbes 64’ Halfpenny | mt   | 55’ meta tecnica                   |
| 19’, 65’ Halfpenny           | tr   | 56’ Urdapilleta                    |
| 3’, 39’, 60’, 71’ Halfpenny  | c.p. | 4’, 22’, 31’, 49’, 73’ Urdapilleta |

| Arbitro: | Romain Poite |

|                     |      |                                      |
| 19’ Paillaugue      | mt   | 15’ Nakarawa 24’ Thomas 75’ Rokocoko |
| 21’ Du Plessis      | tr   | 16’, 26’ Carter                      |
| 39’, 52’ Catrakilis | c.p. | 80’ Carter                           |

### Semifinali
| Arbitro: | Pascal Gaüzère |

|                            |      |                                   |
| 30’, 40+1’, 43’, 46’ James | c.p. | 25’, 32’, 52’, 56’, 70’ Halfpenny |
| 20’ James                  | drop | 80+1’ Belleau                     |

| Arbitro: | Mathieu Raynal |

|                                   |      |                                |
| 18’ Penaud 27’, 47’ Lopez 64’ Lee | mt   | 70’, 77’ Masoe 80+1’ Tameifuna |
| 48’ Parra                         | tr   | 78’ Hart 80+1’ Masoe           |
| 12’, 33’, 40’, 55’, 61’ Parra     | c.p. | 9’, 24’, 42’, 45’ Carter       |

### Finale
| Arbitro: | Romain Poite |

| |              | |
| 10’ Raka | mt           | 37’ Tuisova |
| 11’ Parra | tr           | 38’ Belleau |
| 6’, 22’, 43’, 49’, 74’ Parra | c.p.         | 32’, 44’ Belleau 72’ Trinh-Duc |
| · Abendanon · 72’ Strettle · 49’ Penaud · Lamerat · Raka · Lopez · Parra · Lee 35-45’ · Cancoriet · Chouly (c) · 26’ Timani · 42’ Iturria · 78’ Zirakashvili · 60’ Kayser · 68’ Chaume | Formazioni   | · 35’ 40+1’ O'Connor · 69’ 72’ Tuisova · Bastareaud · Nonu · 60’ 69’ 72’ Mitchell · 60’ Belleau · Tillous-Borde · Vermeulen · Gill · 64’ 78’ Smith · 64’ Taofifenua · Kruger · 53’ Van der Merwe · 69’ Guirado (c) · 42’ 53’ 55’ Delboulbes |
| · 60’ Ulugia · 68’ Falgoux · 26’ Jedrasiak · 42’ Yato · Radosavljevic · 72’ Fernandez · 49’ Rougerie · 78’ Jarvis                                                                      | Sostituzioni | · 69’ Etrillard · 42’ 53’ 55’ Chiocci · 64’ Gorgodze · 64’ 78’ Fernandez Lobbe · 35’ 40+1’ 60’ Trinh-Duc · 60’ Giteau · Escande · 53’ Chilachava                                                                                            |
| Frank Azema | Allenatori   | Richard Cockerill |